# Moniaki
Moniaki – wieś w Polsce położona w południowo-zachodniej części województwa lubelskiego, w powiecie kraśnickim, w gminie Urzędów.
Wieś Moniaki leży na Wyżynie Lubelskiej, w środkowej części Wzniesień Urzędowskich, na zachód od drogi wiodącej z Urzędowa do Opola Lubelskiego. Od Urzędowa oddalone są o 6 km, od Kraśnika o 12 km, a od Lublina dzieli ją odległość około 45 km. 
W latach 1954–1972 wieś należała i była siedzibą władz gromady Moniaki. W latach 1975–1998 miejscowość administracyjnie należała do ówczesnego województwa lubelskiego.
Wieś stanowi sołectwo gminy Urzędów.

## Historia

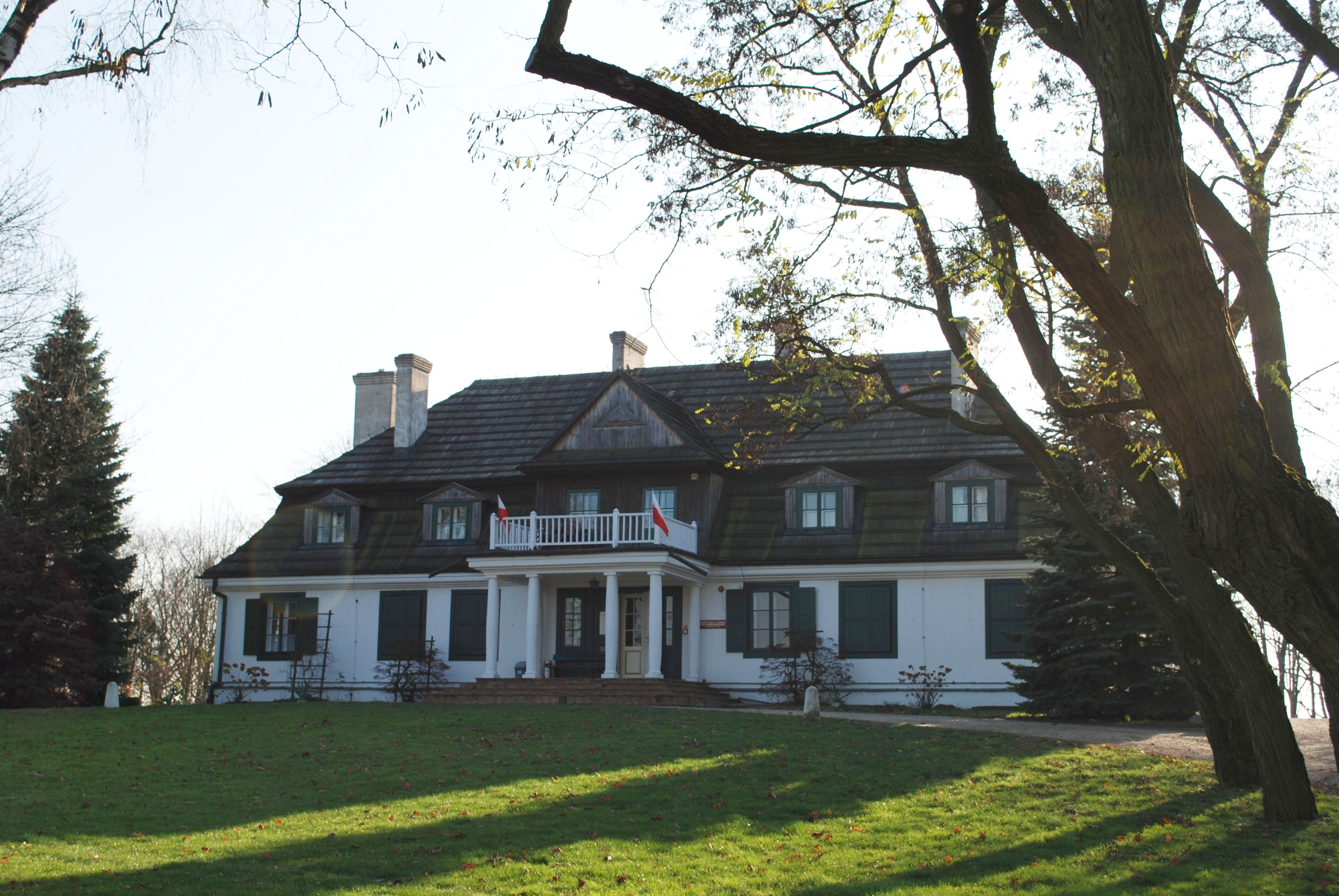
Dworek z Moniaków w skansenie w Janowcu

Powstanie wsi wiąże się z wymienionymi w 1455 i 1462 roku miejscowościami Wola Bobowska i Wierzbica. Była to wieś zamieszkana przez drobną szlachtę zagrodową i powstała z wydzielenia obszaru z dóbr Boby. Okres ich terytorialnego wzrostu trwał do lat siedemdziesiątych XIX wieku. Nazwa miejscowości zmieniała się kilkakrotnie. Obecna nazwa ma ścisły związek z rodem Moniaczkowskich herbu Szreniawa. Ostatnimi właścicielami majątku Moniaki był ród Zembrzuskich.
Za Królestwa Polskiego istniała gmina Moniaki.
W ramach akcje przeciwko tzw. moskwom, czyli wsiom silnie popierającym władzę komunistyczną oddział Hieronima Dekutowskiego „Zapory” dokonał 23 września 1946 r. pacyfikacji wsi, w wyniku której spłonęło 29 zagród, a 40 komunistów ukarano chłostą.
Po zakończeniu II wojny światowej majątek Moniaki przejął Skarb Państwa. Część ziemi rozparcelowano pomiędzy służbę dworską i rolników wsi Moniaki. Obszar lasów dworskich włączono do lasów państwowych. Dworek z XVIII wieku – siedzibę ostatniego dziedzica Moniaków, przewieziono do Janowca, gdzie stanowi część skansenu, będącego oddziałem Muzeum Nadwiślańskiego w Kazimierzu Dolnym.